# Heinz Haferkamp
Heinrich Dietrich „Heinz“ Haferkamp (* 30. Januar 1933 in Duisburg-Meiderich; † 14. Juli 2019) war ein deutscher Maschinenbau-Ingenieur und Universitätsprofessor für Werkstoffkunde an der Gottfried Wilhelm Leibniz Universität Hannover.

## Leben
Nachdem Haferkamp an der Technischen Hochschule Hannover Maschinenbau studiert hatte, wurde er 1963 mit der Dissertation Zum Alterungsverhalten glasfaserverstärkter Kunststoffe zum Dr.-Ing.promoviert. Drei Jahre später folgte seine Habilitation. Er übernahm von 1966 bis 1969 die Leitung des Forschungsinstituts der Luitpoldhütte AG in der Oberpfalz. Von dort wechselte er als Direktor der Abteilung Forschung und Entwicklung zur Salzgitter AG, bei der er bis 1972 blieb.
Er erhielt 1972 einen Ruf der Universität Hannover zum außerplanmäßigen Professor und wurde 1981 ordentlicher Professor für Werkstoffkunde. Als Institutsleiter gründete er 1986 mit Herbert Welling und Hans Kurt Tönshoff das Laser Zentrum Hannover (LZH) und gehörte dessen Vorstand bis 2010 an. 2001 wurde er emeritiert.

## Wirken
Haferkamp war vielfältig als Impulsgeber an der Schnittstelle zwischen Wissenschaft und Wirtschaft aktiv. So engagierte er sich intensiv für die Einrichtung des im Jahr 2004 eröffneten Produktionstechnischen Zentrums Hannover, in dem die Fakultät für Maschinenbau der Universität Hannover mit Unternehmen kooperiert, und für den im Jahr 2019 in Betrieb genommenen Maschinenbaucampus in Garbsen.
Er initiierte und pflegte Zusammenarbeiten mit der Tiermedizinischen Hochschule Hannover und der Medizinischen Hochschule Hannover; in diesem Zusammenhang half er auch den Weg für die Gründung des Niedersächsischen Zentrum für Biomedizintechnik, Implantatforschung und Entwicklung (NIFE) zu ebnen.
Unter anderem war Haferkamp bis Mai 2008 Aufsichtsratsmitglied der Salzgitter AG. Er engagierte sich im Vorstand des Freundeskreises Garbsen e. V., der den Ehrenring der Stadt Garbsen verleiht.
Im Rahmen einer Plagiatsaffäre am LZH um Klaus Goehrmann wurde berichtet, er habe Messreihen zweier Forscher als Grundlage für dessen Dissertation zur Verfügung gestellt und sei gleichzeitig als Zweitgutachter aufgetreten.

## Ehrungen und Auszeichnungen
- 1979: Ehrenpreis der Arbeitsgemeinschaft Verstärkte Kunststoffe (AVK)
- 1983: Bundesverdienstkreuz am Bande des Verdienstordens der Bundesrepublik Deutschland
- 1986: Verleihung der „Ehrenmedaille“ des Vereins Deutscher Ingenieure
- 1989: Bundesverdienstkreuz 1. Klasse des Verdienstordens der Bundesrepublik Deutschland
- 1993: Ehrendoktorwürde der Ingenieurwissenschaften der Technischen Universität Clausthal
- 1998: Ehrendoktorwürde der Ingenieurwissenschaften der RWTH Aachen[4]
- 2000: Niedersachsenpreis in der Kategorie Wissenschaft[5]
- 2003: Ehrendoktorwürde der Medizin der Medizinischen Hochschule Hannover (MHH)[6]
- 2010: Ehrenbürger der Stadt Garbsen[7]
- 2010: Verdienstkreuz 1. Klasse des Niedersächsischen Verdienstordens[8]

## Schriften
- Zum Alterungsverhalten glasfaserverstärkter Kunststoffe. Dissertation, Universität Hannover 1963
- Heinz Haferkamp: Matting, Alexander. In: Neue Deutsche Biographie (NDB). Band 16, Duncker & Humblot, Berlin 1990, ISBN 3-428-00197-4, S. 417 f. (Digitalisat).